# コロール (都市)

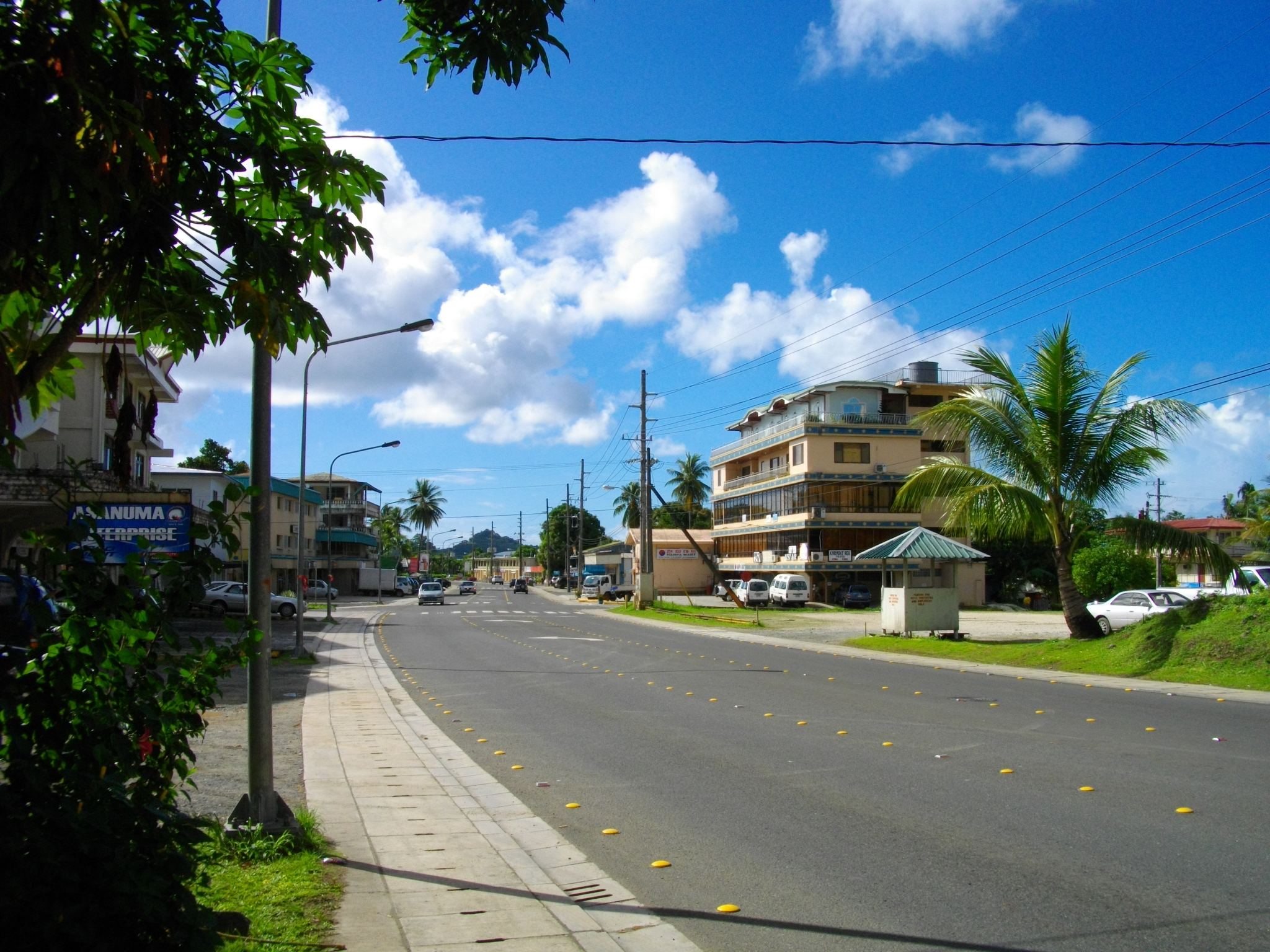
コロール市内

コロール（Koror）は、パラオ共和国のコロール島にある都市で、同国で最大の規模を持つ都市であり、コロール州の州都である。

## 概要
かつてパラオの首都だったが、2006年10月7日にバベルダオブ島のマルキョクへ遷都した。その後も同国で最大の都市となっており、人口は12,676人（2005年）で、これはパラオ国民の過半数にあたる。
同国経済の中心地で、中心部にはショッピングセンターなどの商店や銀行、レストランなどが数多く立ち並ぶほか、病院や放送局などもある。

## 歴史

### 前史
1885年以降のスペインの植民地時代以前より、コロールはパラオの覇権を競った大酋長（アイバドゥール）のお膝元として栄えていた。当時はコロール島を縦断する道はなく、海路から村に入っていった。
その後のドイツ統治下に至っても、インフラストラクチャーをはじめとする各種都市整備はあまり行われていなかった。わずかにコロール島縦断道路を完成させたくらいである。

### 日本統治時代
しかし、第一次世界大戦後に日本の統治が始まり、南洋群島の統治機関である南洋庁が置かれてからは、ドイツの統治下ではほとんど進んでいなかった学校や病院、道路など各種インフラの整備も重点的に行われ、1920年代頃になるとコロールは近代的な町並みへとその姿を変貌させていった。
日本風町名が導入され、縦断道路に沿って西から順にコロール1丁目からコロール7丁目まで割り振られた。1～4丁目までが官庁街や日本人街で、5～7丁目がパラオ人集落であった。1930年代頃になると日本人人口が激増し、パラオ人から土地を借りるなどして5～7丁目にも日本人が住むようになった。最盛期には今の3倍の人口を有すなど非常に栄えていた。
人口の増加に伴い、日本人向けの料亭やカフェーなどのサービス産業も進出し、歓楽街も形成された。これらの店で働く女性従業員は日本人と現地人合わせ400人に上ったという。

### 戦後

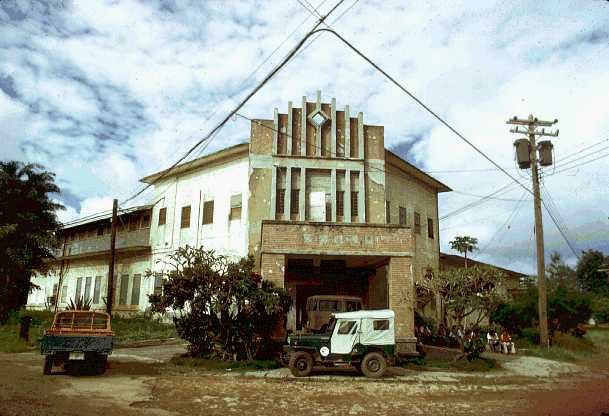
1967年に撮影された旧南洋庁パラオ支庁庁舎。未舗装のため、道路が茶色くなっている。

戦後、日本人が引き揚げたこと、また太平洋諸島信託統治領の首都もサイパンに置かれたことにより、人口が激減した。インフラ整備もなおざりにされ、戦前は舗装道路だった縦断道路も未舗装に逆戻りしてしまった。小林泉の著書『ミクロネシアの小さな国々』によれば、終戦後も残っていた道路の舗装をアメリカ軍がわざわざ剥がしていったというトシオ・ナカムラ（後のパラオ共和国議会議長で、クニオ・ナカムラの兄）の発言を記述している。
1980年代に入り、パラオ自治政府（後のパラオ共和国政府）が設立されて、ようやく都市再開発が進むことになった。独立後は、日本や台湾など外国政府からも援助を受けてインフラの整備をしている。

### 現在
コロール市内には日本の大使館（2010年に開館）と中華民国の大使館（2000年に開館）が設置されている。また、かつてフィリピンの大使館が設置されていたが、これは2012年7月31日に閉鎖された。

## 気候
| コロールの気候         | コロールの気候 | コロールの気候 | コロールの気候 | コロールの気候 | コロールの気候 | コロールの気候 | コロールの気候 | コロールの気候 | コロールの気候 | コロールの気候 | コロールの気候 | コロールの気候 | コロールの気候 |
| 月                     | 1月            | 2月            | 3月            | 4月            | 5月            | 6月            | 7月            | 8月            | 9月            | 10月           | 11月           | 12月           | 年             |
| ---------------------- | -------------- | -------------- | -------------- | -------------- | -------------- | -------------- | -------------- | -------------- | -------------- | -------------- | -------------- | -------------- | -------------- |
| 最高気温記録 °C （°F） | 33.9 (93)      | 33.9 (93)      | 34.4 (93.9)    | 34.4 (93.9)    | 34.4 (93.9)    | 35.0 (95)      | 33.9 (93)      | 34.4 (93.9)    | 33.3 (91.9)    | 33.9 (93)      | 33.9 (93)      | 34.4 (93.9)    | 35.0 (95)      |
| 平均最高気温 °C （°F） | 30.3 (86.5)    | 30.2 (86.4)    | 30.6 (87.1)    | 31.0 (87.8)    | 30.9 (87.6)    | 30.4 (86.7)    | 30.1 (86.2)    | 30.0 (86)      | 30.3 (86.5)    | 30.6 (87.1)    | 31.0 (87.8)    | 30.7 (87.3)    | 30.5 (86.9)    |
| 日平均気温 °C （°F）   | 27.4 (81.3)    | 27.4 (81.3)    | 27.6 (81.7)    | 27.9 (82.2)    | 28.0 (82.4)    | 27.6 (81.7)    | 27.4 (81.3)    | 27.5 (81.5)    | 27.6 (81.7)    | 27.8 (82)      | 28.0 (82.4)    | 27.7 (81.9)    | 27.7 (81.9)    |
| 平均最低気温 °C （°F） | 24.6 (76.3)    | 24.5 (76.1)    | 24.6 (76.3)    | 24.9 (76.8)    | 25.0 (77)      | 24.7 (76.5)    | 24.7 (76.5)    | 25.0 (77)      | 25.0 (77)      | 25.1 (77.2)    | 25.0 (77)      | 24.8 (76.6)    | 24.8 (76.6)    |
| 最低気温記録 °C （°F） | 20.6 (69.1)    | 21.7 (71.1)    | 20.6 (69.1)    | 20.6 (69.1)    | 21.7 (71.1)    | 21.1 (70)      | 21.1 (70)      | 21.1 (70)      | 21.1 (70)      | 21.7 (71.1)    | 21.1 (70)      | 21.7 (71.1)    | 20.6 (69.1)    |
| 降水量 mm （inch）     | 281.9 (11.098) | 241.3 (9.5)    | 210.8 (8.299)  | 208.3 (8.201)  | 317.5 (12.5)   | 457.2 (18)     | 459.7 (18.098) | 353.1 (13.902) | 307.3 (12.098) | 307.3 (12.098) | 302.3 (11.902) | 302.3 (11.902) | 3,749 (147.6)  |
| 平均降水日数           | 23.2           | 19.6           | 20.0           | 18.7           | 23.3           | 25.1           | 24.1           | 20.4           | 19.9           | 21.6           | 22.9           | 24.6           | 263.4          |
| % 湿度                 | 85             | 85             | 85             | 85             | 85             | 90             | 85             | 85             | 85             | 85             | 85             | 85             | 85.4           |
| 出典：Weatherbase      |                |                |                |                |                |                |                |                |                |                |                |                |                |

## 交通
幹線道路が市内を走っており、コロールがあるコロール島とバベルダオブ島とは、日本の援助により建設された「日本・パラオ友好の橋」によって結ばれている。なお、市内の殆どの道が舗装されているものの、高速道路は存在しない。
なお、鉄道は存在しないので、自家用車やスクーター、バスやタクシーが主な交通手段となっている。観光客向けに夕方から夜にかけてシャトルバスが運行している。
また、郊外で隣のバベルダオプ島アイライ州にロマン・トメトゥチェル国際空港がある。

## 姉妹都市
- アンヘレス、フィリピン
- ダバオ、フィリピン
- ギルロイ、アメリカ合衆国
- マナド、インドネシア

現在東京都に姉妹都市となるよう求めている。